# Allocosa clariventris
Allocosa clariventris là một loài nhện trong họ wolfspinnen (Lycosidae).
Loài này thuộc chi Allocosa. Allocosa clariventris được Guy miêu tả năm 1966.